# Letojanni
Letojanni ist eine italienische Gemeinde in der Metropolitanstadt Messina in der Autonomen Region Sizilien mit 2910 Einwohnern (Stand 31. Dezember 2023).

## Lage und Daten
Letojanni liegt 50 km südwestlich von Messina direkt an der Ostküste Siziliens. Das Gemeindegebiet bedeckt eine Fläche von 6,8 km². Der Haupterwerbszweig der Einwohner ist der Tourismus.
Die Nachbargemeinden sind Castelmola, Forza d’Agrò, Gallodoro, Mongiuffi Melia und Taormina.

## Geschichte
Letojanni war ursprünglich ein Ortsteil der Gemeinde Gallodoro. 1952 erhielt Letojanni die Autonomie.

## Sehenswürdigkeiten
Die Kirche San Giuseppe wurde 1908 durch ein schweres Erdbeben zerstört und 1929 wiederaufgebaut.

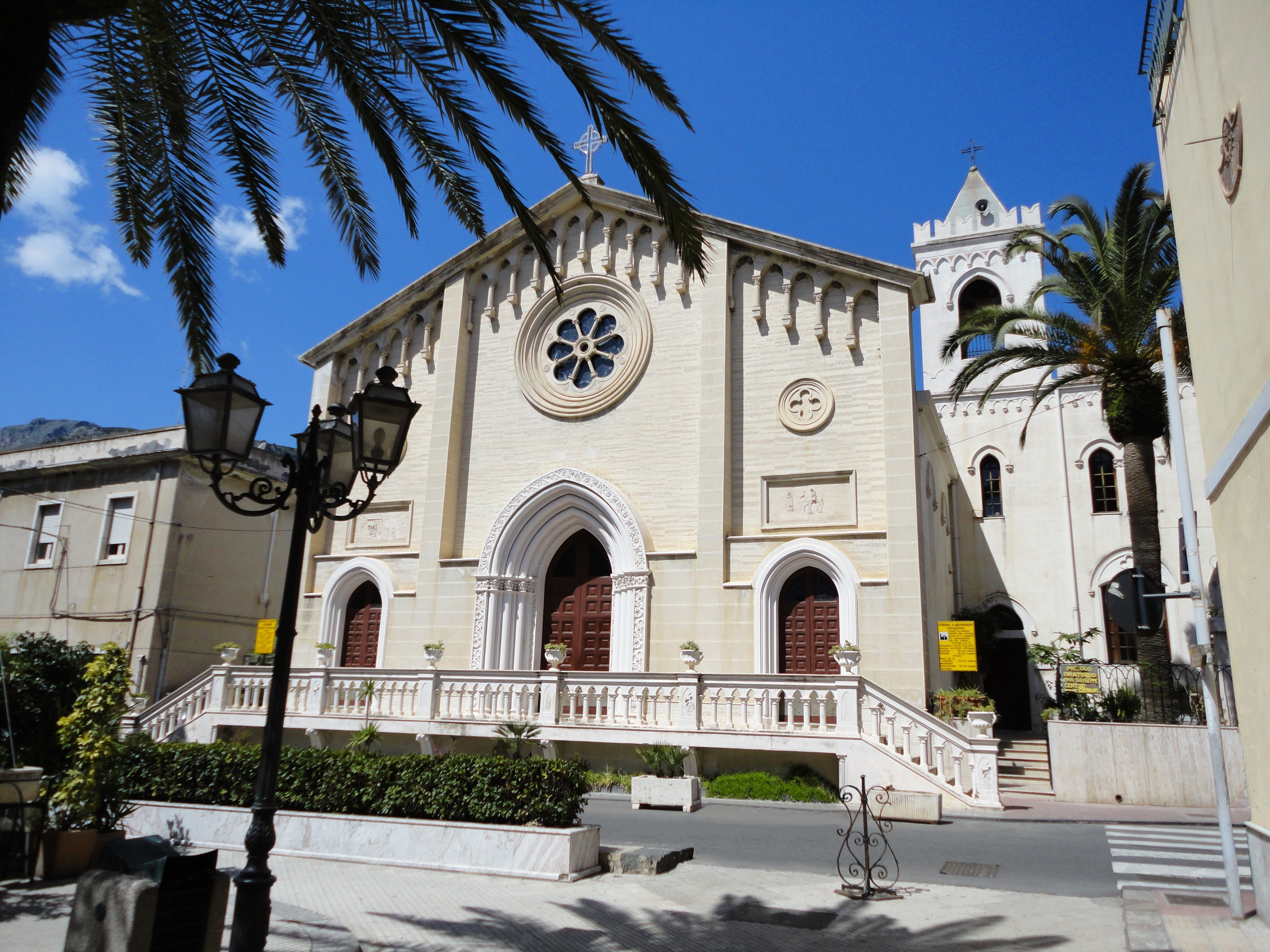
San Giuseppe
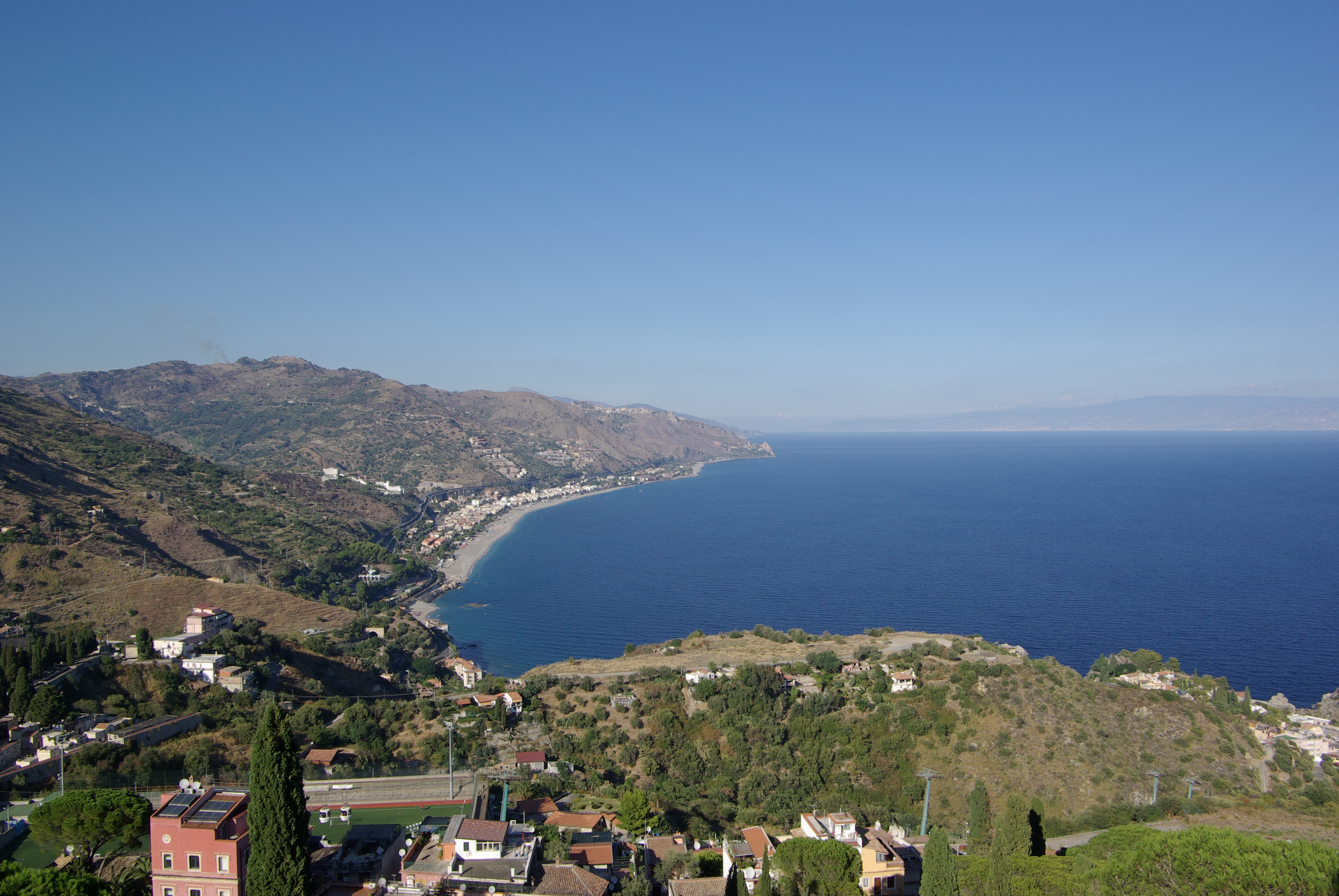
Letojanni vom antiken Theater in Taormina aus gesehen